# Bizon (kombajn rolniczy)
Bizon – kombajn rolniczy produkcji polskiej służący do zbioru zbóż, rzepaku, kukurydzy, słonecznika i innych roślin nasiennych. Kombajny zbożowe pod marką Bizon, produkowane były przez Fabrykę Maszyn Żniwnych w Płocku w latach 1970–2004. Nazwa modelu uzależniona była od szerokości zespołu żniwnego, młocarni (zespołu młócącego), pojemności zbiornika ziarna oraz mocy silnika napędowego.
Wyprodukowano ok. 70 tys. sztuk kombajnów Bizon w różnych modelach. Były one również eksportowane, m.in. do Białorusi, Brazylii, Czechosłowacji, Danii, Finlandii, Grecji, Iranu, Irlandii, Hiszpanii, Pakistanu, Stanów Zjednoczonych, Syrii, Szwecji, Ukrainy, Węgier, Wielkiej Brytanii i Włoch. Ostatnie 30 szt. kombajnów zbożowych o nazwie handlowej Bizon Rekord Z058 zostało wyprodukowane przez spółkę New Holland Bizon w Płocku w styczniu 2004 roku.

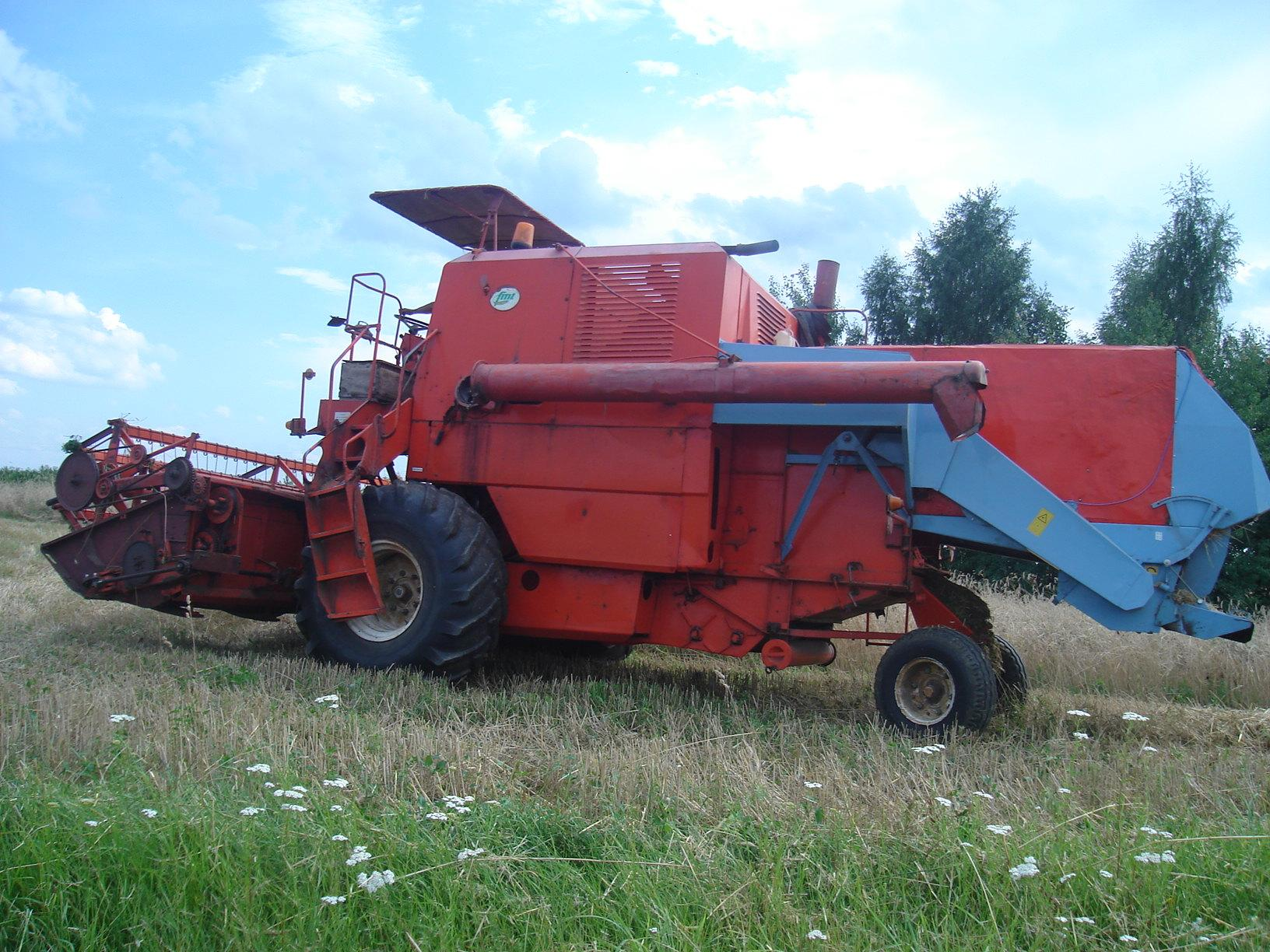
Bizon Z056 z 1987 roku; niebieskie elementy, to dodany rozdrabniacz słomy

## Modele
- Z020 (Zagon) (1984-1985) – kombajn zaczepiany do ciągników rolniczych Ursus C-355, Ursus C-360, Ursus C-362, Zetor 7011 lub Zetor 7211; później produkcja została przeniesiona do Poznańskiej Fabryki Maszyn Żniwnych,
- Z040 / KZS-3 (1970-1973) – pierwszy model nazwany Bizonem,
- 5040 – wersja eksportowa,
- Z040s – wersja z gąsienicami,
- Z041 – wersja wyposażona w workownik,
- Z042 (1978-1979) – wersja eksportowa wyposażona w hydrostatyczny napęd nagarniacza,
- Z043, 5043 (1978-1979) – wersje eksportowe,
- Z050 / KZS-5 (Super) (1972-1978),
- 5050 – wersja eksportowa,
- Z050s (Super) – wersja z gąsienicami,
- Z051 (Super) – wersja wyposażona w workownik,
- Z052 (Super) – wersja eksportowa wyposażona w hydrostatyczny napęd nagarniacza,
- Z054 – prawdopodobnie posiadał elektromagnetyczny napęd kosy,
- Z055 (America) (1975-1977) – wersja eksportowa do Stanów Zjednoczonych, a pozostałe do Danii; w Stanach Zjednoczonych pod marką sprzedawcy: Long 5000 Grain Combine
- Z056 (Super) (1976-1994),
- 5056H (Hydrostatisk) – wersja eksportowa,
- 5056M (Mekanisk) – wersja eksportowa,
- 5056 STD (Standard) - wersja eksportowa,
- Z056N – prototyp z wytrząsaczami bębnowymi,
- Z056s (Super) – wersja z gąsienicami,
- Z057 (Super) – wersja eksportowa do Tunezji z workownikami (transakcja niezrealizowana, kombajny pozostały w kraju z przebudową na normalny zbiornik),
- Z058 (Rekord) (1980-2004),
- 5058 (Hydrostatisk) – wersja eksportowa,
- Z058s (Rekord) – wersja eksportowa z gąsienicami przeznaczona do zbioru ryżu,
- Z060 (Gigant) (1976-1980),
- 5060 – wersja eksportowa,
- Z061 (Gigant) (1978),
- Z062 (Gigant) (1980) – Z061 po fabrycznym przekonstruowaniu,
- Z063 (Gigant),
- Z083 (Gigant) (1986-1988),
- Z110 (BS) (1986-2001),
- 5110 (BS) – wersja eksportowa,
- 5110 (Hydrostatic de Luxe) – prawdopodobnie krótka seria rozwojowa 5120; wersja eksportowa,
- Z115 (Dynamic Turbo 3B) – Z165 po fabrycznym przekonstruowaniu, projekt T1,
- Z120 (BS) – z wytrząsaczami klawiszowymi; oznaczenie formalne, w rzeczywistości Z110,
- Z120 (BX) – nie wprowadzony do produkcji,
- 5120 (BX) – wersja eksportowa, nie wprowadzony do produkcji,
- 2010 (Sampo) – na licencji fińskiej, nie wprowadzony do produkcji,
- Z140 (Sampo), 2020 (Sampo) (1992-1998) – na licencji fińskiej,
- Z140 (Nordic) – na licencji fińskiej, wersja eksportowa do Szwecji i Norwegii,
- Z165, Z165/1, Z165/2 (Dynamic LX / Dynamic Turbo 3B) (1994-1998),
- T2 – niezrealizowany projekt nowoczesnego kombajnu,
- TC59 (New Holland Bizon) (1999-2001),
- TC54 (New Holland Bizon) (2004-2006),
- TC56 (New Holland),
- TC5040 (New Holland Bizon) (2006-2012) – ostatni kombajn zbożowy z Płocka nazwany Bizonem.

W 1997 roku na Ukrainie w Kowlu powstało Wspólne Ukraińsko-Polskie Przedsiębiorstwo „Bizon-Ukraina” (Спільне українсько-польське підприємство „Бізон-Україна”). Spółkę założyła Bizon sp. z o.o. w Płocku oraz OTA „Kowelselmasz” (ВАТ „Ковельсільмаш”), na obszarze której powstała montownia. Docelowo spółka miała montować 2000 kombajnów Bizon Ukraina Z058 (Бізон Україна Z058) z części dostarczanych przez BIZON Sp.z o.o. w Płocku. Przedsięwzięcie skończyło się niepowodzeniem, zmontowano 8 szt.
Produkcja Bizonów została zaprzestana w maju 2004, po przystąpieniu Polski do Unii Europejskiej, ze względu na konstrukcję. Kombajny nie spełniały wymagań norm europejskich w zakresie: poziomu drgań i hałasu na stanowisku operatora oraz emisji spalin silnika napędowego.
W roku 2006 firma Case New Holland, m.in. po naleganiach samej załogi, powróciła do nazwy Bizon dla kombajnu TC54. Po wprowadzeniu nowej linii kombajnów zbożowych serii TC5000, nazwę Bizon otrzymał najmniejszy z rodziny, czyli New Holland TC5040 Bizon, którego produkcja zakończyła się w 2012 roku.

## Z055
Kombajnów Bizon America zostało wyprodukowanych zaledwie dwadzieścia kilka sztuk. Wszystkie wyjechały do Skandynawii. Kombajn był produkowany w 1975 roku, miał już rozkładaną hydraulicznie rurę wysypową, czujniki strat, szerokie ogumienie, kabinę z przesuwanymi drzwiami, a przede wszystkim charakterystyczny duży zbiornik ziarna, mieszczący 3 tony pszenicy, czyli prawie dwukrotnie więcej niż w Bizonie Super. Pełna pojemność zbiornika nie zawsze była w nim wykorzystywana, częściowo z uwagi na fakt, iż montowany krótki skośny ślimak zasypywał ziarno tylko na środek zbiornika.

## Z056

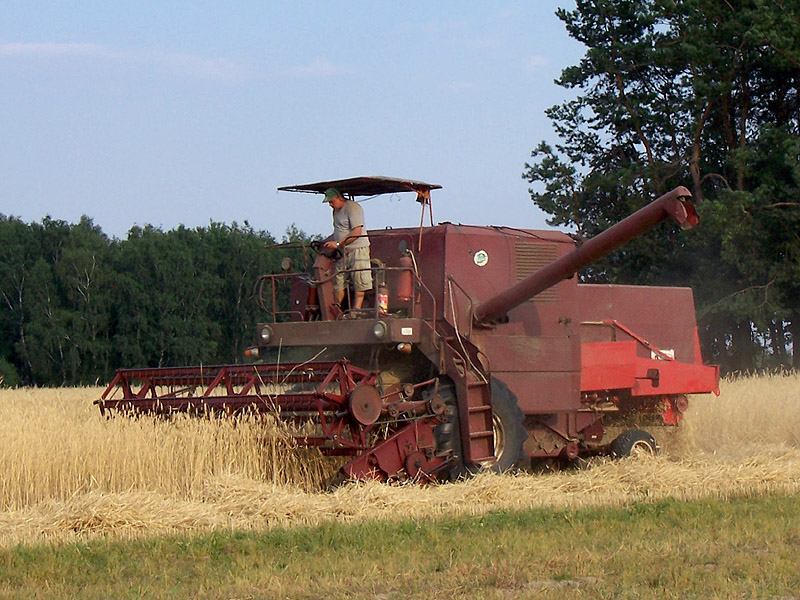
Kombajn Bizon Z056 koszący żyto

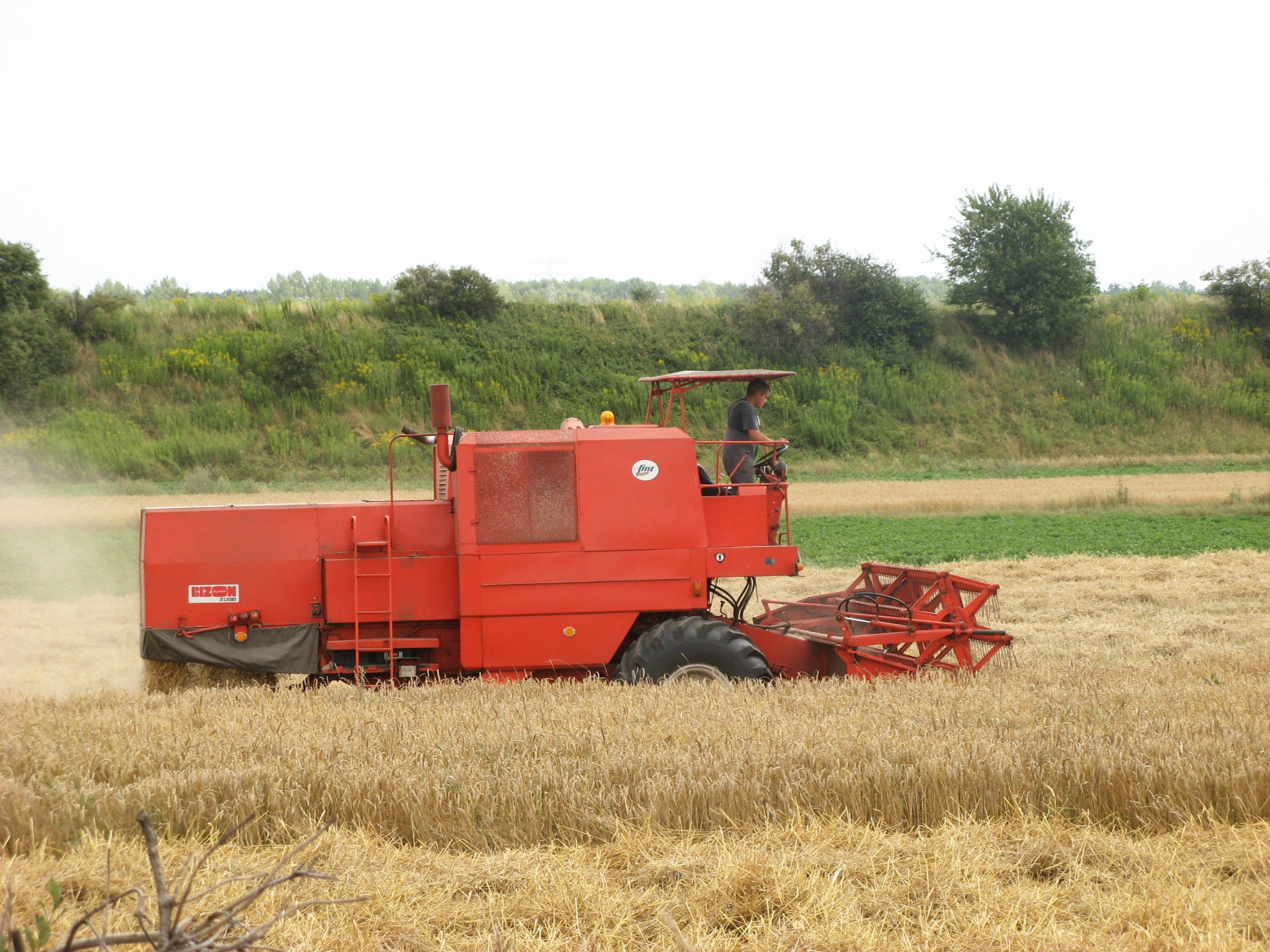
Kombajn Super BIZON Z056 koszący pszenicę

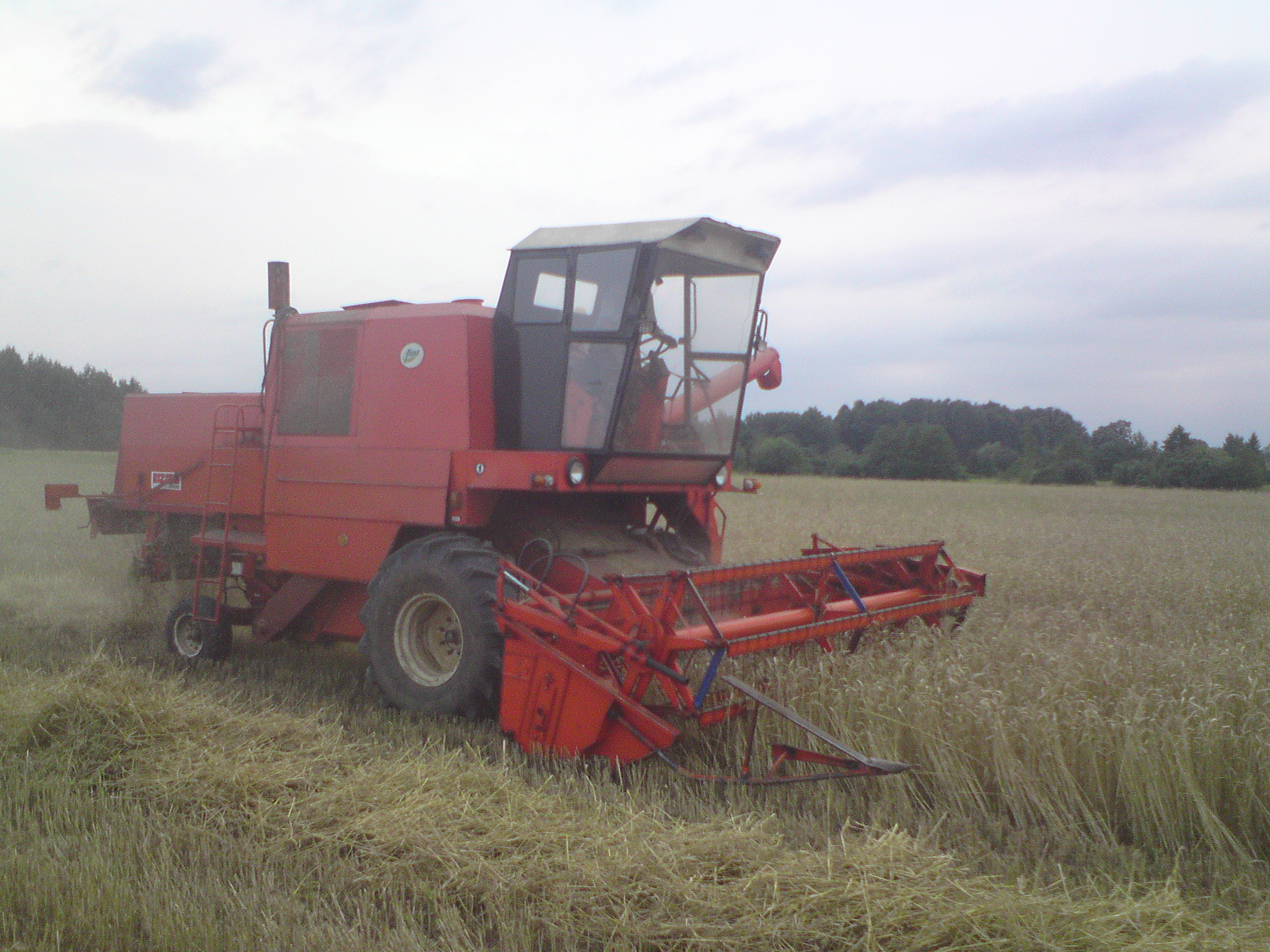
Bizon Super Z056 z 1989 r. z rzemieślniczo wykonaną kabiną

Kombajn Z-056, opracowany jako następca kombajnu Z-050 w typie „Super”, jest przeznaczony do zbioru z pnia czterech podstawowych zbóż, rzepaku i niektórych roślin strączkowych. Zastosowanie podbieracza pokosów umożliwia zbiór metodą dwufazową. Kombajn jest przystosowany do montowania odpowiednich adapterów, co rozszerza zakres zastosowania kombajnu do zbioru innych kultur nasiennych, jak kukurydza, słonecznik, trawy i koniczyna. Kombajny Z056/5 mogły być fabrycznie wyposażone w rozdrabniacz słomy.
Parametry:
- pojemność zbiornika ziarna: 2,5…3 m³
- liczba kół jezdnych 2 + 2 szt.
- ogumienie:
  - przód: 23,1 / 18 × 26 (10PR)
  - tył: 10,0 × 15 (8PR)
- Silnik:
  - Typ: wysokoprężny SW-400 (Andoria Andrychów)
  - Moc silnika: 73,5 kW (100 KM)
- Wymiary:
  - długość: 1400 cm
  - szerokość: 3,20 m
  - wysokość: 4,00 m
  - szerokość hederu: 4,20 m
- masa: 7700 kg

## Z057
Kombajn zbożowy Z057 jest przeznaczony do zbioru zbóż i innych kultur nasiennych. Kombajn ma nadbudowane na ramie młocarni urządzenie 4-rozsypowe do odbioru ziarna na worki. Napełniane worki zsuwa się rynną na pole. Sterowanie poszczególnymi mechanizmami kombajnu odbywa się za pomocą dźwigni znajdującej się na pomoście kierowcy.

### Budowa i dane techniczne
Koło kierownicy o nastawnym pochyleniu oraz regulowany i dobrze amortyzowany fotel operatora zapewniają wygodną pracę. Zespół żniwny jest odciążony hydraulicznie i całkowicie sterowany podczas biegu maszyny. Odciążenie zespołu żniwnego akumulatorem hydrauliczno-gazowym ułatwia kopiowanie nierówności terenu. Nagarniacz o specjalnej konstrukcji listew jest napędzany przekładnią bezstopniową sterowaną hydraulicznie, co umożliwia dobranie najkorzystniejszych obrotów w zależności od warunków polowych i prędkości jazdy. Pomost kierowcy i stanowisko workowania są osłonięte daszkami przeciwsłonecznymi. Hydrauliczny system sterowania oraz bezstopniowa regulacja prędkości jazdy zapewniają kierowcy lekką pracę i jazdę nawet w najcięższych warunkach polowych. Przepustowość kombajnu 5 kg/s, czystość ziarna powyżej 98,5%. Obsługę kombajnu stanowią dwie osoby.
- silnik – typ SW400/R3, wysokoprężny, 6-cylindrowy, chłodzony wodą, o mocy 73,6 kW (100 KM)
- sterowanie mechanizmów jezdnych – hydrauliczne
- wymiary opon: przednich – 16,9/14×28”, tylnych – 10×15”
- prędkość jazdy 1,5–20 km/h
- hamulce – tarczowe-kulkowe
- szerokość robocza zespołu żniwnego – 420 cm
- wysokość cięcia – 60–800 mm
- zmiana prędkości obrotowej – przekładnią sterowaną hydraulicznie
- młocarnia – bęben o średnicy 600 mm i prędkości obrotowej 450-1150 obr./min
- szerokość kanału młocarni – 1260 mm.
- sita czyszczące – żaluzjowe, nastawne o długości 3600 mm
- liczba klawiszy wytrząsacza – 5 szt.
- masa kombajnu – 7000 kg

## Z058

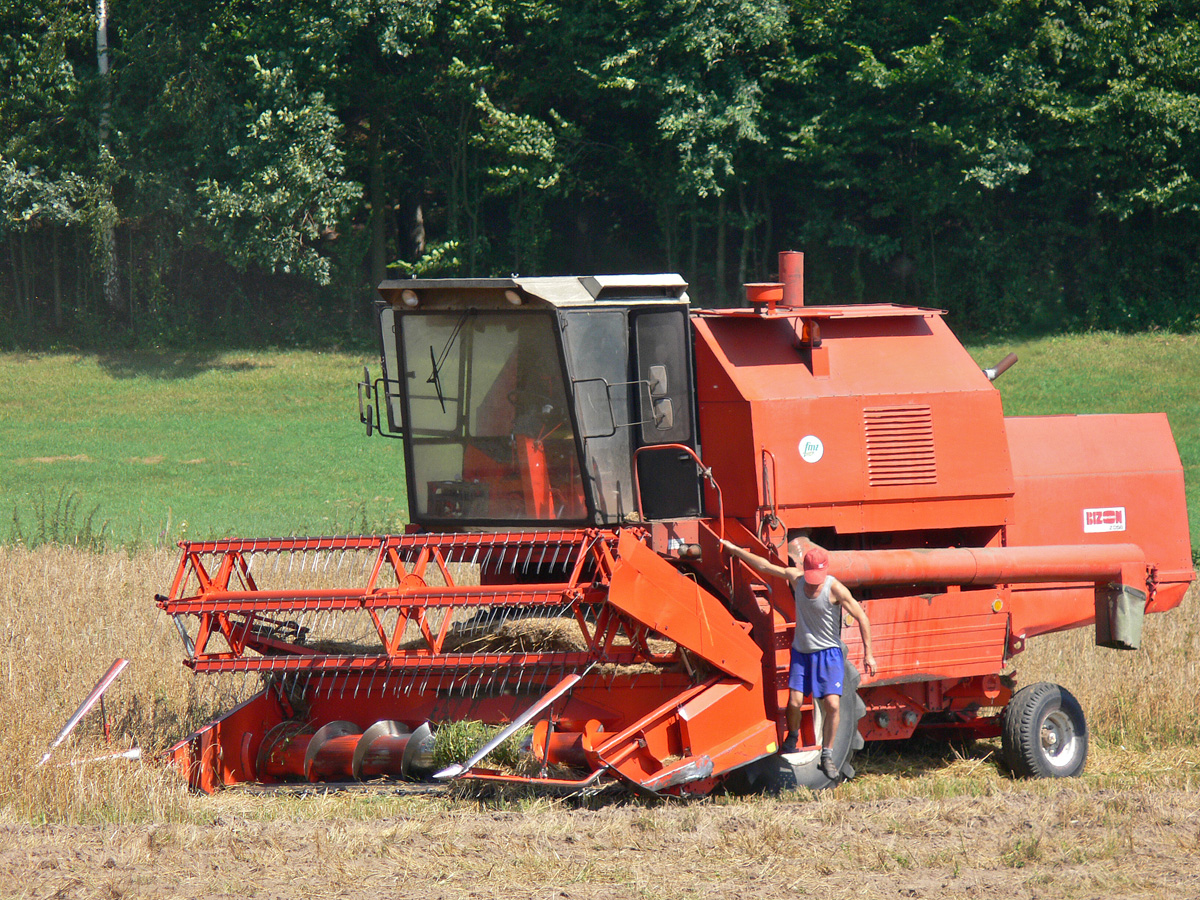
Kombajn Bizon Z058

Bizon Rekord Z 058, to najpopularniejszy kombajn z rodziny Bizon, od 1995 roku malowany na niebiesko, w tym roku zmodernizowano także system chłodzenia silnika (duża chłodnica), gruntownie zmodernizowany na przełomie 1999 i 2000 roku przez NH. Przeznaczony jest do zbioru podstawowych zbóż, kukurydzy, rzepaku, słonecznika, ryżu oraz traw i koniczyny. Ostatnie produkowane Rekordy miały malowane felgi i dach kabiny w kolorze całego kombajnu.
Najnowocześniejsze rozwiązania konstrukcyjne, takie jak:
- zespół żniwny o szerokości roboczej 4,2 m.
- mechaniczny lub hydrauliczny napęd nagarniacza
- napęd zwrotny zespołu żniwnego
- mechaniczny napęd kół jezdnych z hydrostatyczną bezstopniową regulacją prędkości jazdy
- odciążona skrzynia biegów ze zwrotnicami przykołowymi
- silnik wysokoprężny z turbodoładowaniem o mocy 88 kW (120 KM)
- hydraulicznie otwieraną i zamykaną rurę opróżniającą zbiornik ziarna
- powierzchnia sit 2,92 m²
- zbiornik ziarna o pojemności 3,5 m³
- zbiornik paliwa o pojemności 240 l.

Komfortowe warunki pracy zapewnia kombajniście przestronna, szczelna i dobrze wyciszona kabina.
Nadmuchiwane powietrze oczyszczane jest przez filtr kabinowy powietrza.
Duża powierzchnia przedniej szyby ułatwia obserwację zespołu żniwnego i listwy nożowej.
W późniejszych modelach montowano komputer pokładowy na bieżąco informujący m.in. o: stratach ziarna, poślizgach pasów, prędkości jazdy, wielkości skoszonej powierzchni oraz innych istotnych parametrach. Możliwość zamontowania klimatyzacji oraz urządzenia grzewczego podwyższa komfort pracy w zależności od warunków pogodowych.
Na życzenie, na tylnej części osłony wylotowej kombajnu montowany jest rozdrabniacz, który tnie słomę na odcinki długości 30–100 mm. i rozrzuca ją równomierną warstwą na powierzchni pola.
W skład standardowego wyposażeniu kombajnu wchodzi wózek do transportu zespołu żniwnego, ułatwiający poruszanie się po drogach publicznych.

## Z060, Z083 (Gigant)
Podstawowe dane techniczne
- Szerokość robocza: 500–580 cm
- Wydajność: 1,77 ha/h
- Napęd nagarniacza hydrostatyczny
- Przepustowość młocarni: 10,0 kg/s
- Szerokość młocarni: 160 cm
- Wysokość cięcia: 6–80 cm
- Powierzchnia wytrząsaczy: 7,3 m²
- Powierzchnia sit: 4,3 m²
- Pojemność zbiornika ziarna: 5,0 m³
- Liczba kół jezdnych: 2 + 2
- Ogumienie:

– przód: 23,1/18 × 26 (10PR) cal
– tył: 12 × 18 (8PR) cal
- Silnik: wysokoprężny – SW680/17/1

– Moc silnika: 162 kW (220KM)
- Wymiary:

– długość: 1510 cm
– szerokość: 317 cm
– wysokość: 400 cm
- Masa: 11700 kg